# The Day I Tried to Live
«The Day I Tried to Live» es la última canción editada como sencillo dentro del disco Superunknown de Soundgarden. Fue editado como sencillo en 1994 por el sello A&M.
Se trata de tratar de dejar de estar moldeado, cerrado y solitario, algo con lo que siempre he tenido un problema.  Se trata de intentar ser normal y simplemente salir y estar rodeado de otras personas y pasar el rato.  A veces tengo la tendencia de ser bastante cerrado y no ver a la gente durante largos períodos de tiempo y no llamar a nadie.  En realidad es, en cierto modo, una canción esperanzadora.  Especialmente las líneas "One more time around/Might do it", que básicamente dice: "Hoy traté de entender y pertenecer y llevarme bien con otras personas, y fracasé, pero probablemente lo intentaré de nuevo mañana".  Mucha gente malinterpretó esa canción como una canción suicida.  Tomando la frase "to live" demasiado literalmente.  "The day i tried to live" significa más como el día en que realmente traté de abrirme y experimentar todo lo que sucede a mi alrededor en lugar de olvidarme de todo y esconderme en una cueva.
- Datos: Q2743170